# Incident des monts Hakkōda
Pour l'adaptation au cinéma, voir Mont Hakkoda (film).

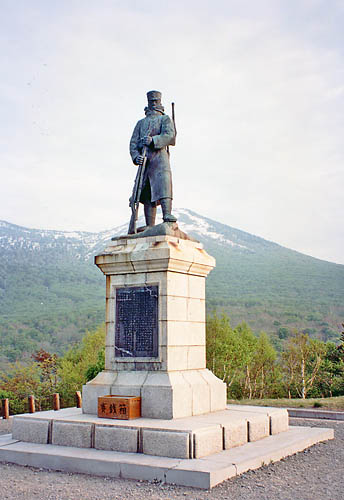
Mémorial de la marche à la mort de Hakkoda représentant Fusanosuke Gotō.

En 1902, un groupe de soldats de l’armée impériale japonaise s'est retrouvé piégé dans une tempête de neige alors qu'il traversait les monts Hakkoda pour se rendre à la station thermale de Tashiro. C’est l’accident de montagne le plus grave de l’histoire : 199 morts.

## Histoire
Le 5e régiment d’infanterie appartenant à la 8e division de l’armée impériale japonaise est à Aomori et a besoin de repérer un chemin de retraite dans les monts Hakkōda en cas de destruction de routes et de chemins de fer par des canonnades de la marine impériale russe mais également pour s’entraîner à se déplacer dans la neige pour se préparer à un éventuel conflit avec la Russie. C’est ainsi que le projet de traversée des monts Hakkōda a été formé.
Le 23 janvier 1902 à 6 heures 55 du matin, 210 soldats du 2e bataillon sélectionnés parmi les 3 000 soldats du 5e régiment d’infanterie partent d’Aomori pour se rendre à la station thermale de Tashiro à 20 km de distance dans les monts Hakkōda.
À 16 heures, ils arrivent au sommet du mont Umatateba (732 m). Il ne reste alors plus que 4 km jusqu'à la station thermale de Tashiro, la destination initiale, lorsque le temps change brusquement. Sous une tempête de neige et dans une épaisse couche de neige, ils errent pendant quelques jours sur le versant nord-est des monts Hakkōda. 199 soldats sur 210 y meurent de froid.
L'écrivain Jirō Nitta écrit l'ouvrage « Marche à la mort sur le mont Hakkōda », une semi-fiction de l'incident.

## Source de la traduction
- (en) Cet article est partiellement ou en totalité issu de l’article de Wikipédia en anglais intitulé « Hakkōda Mountains incident » (voir la liste des auteurs).